# 石突

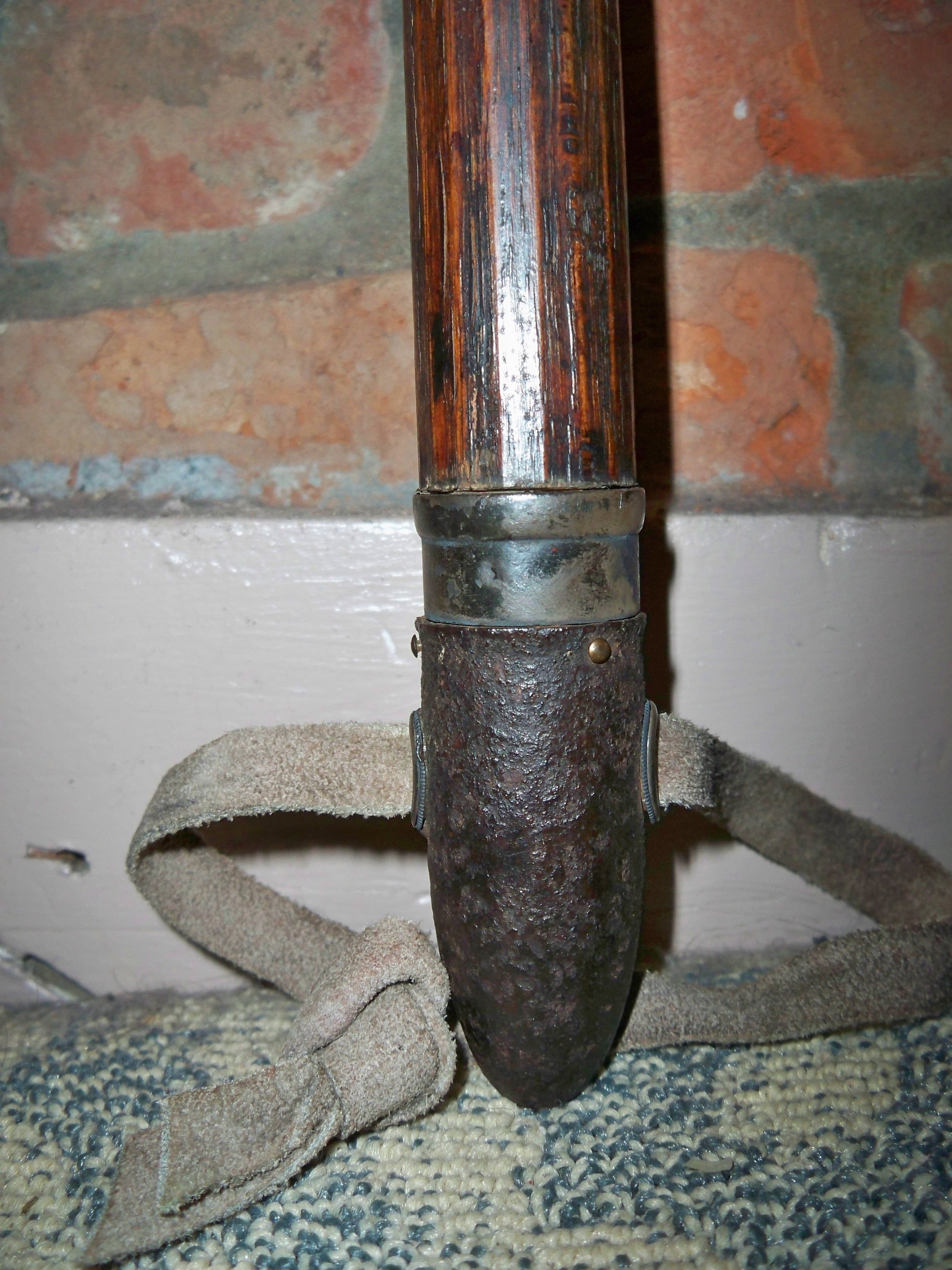
半球型の石突（槍）

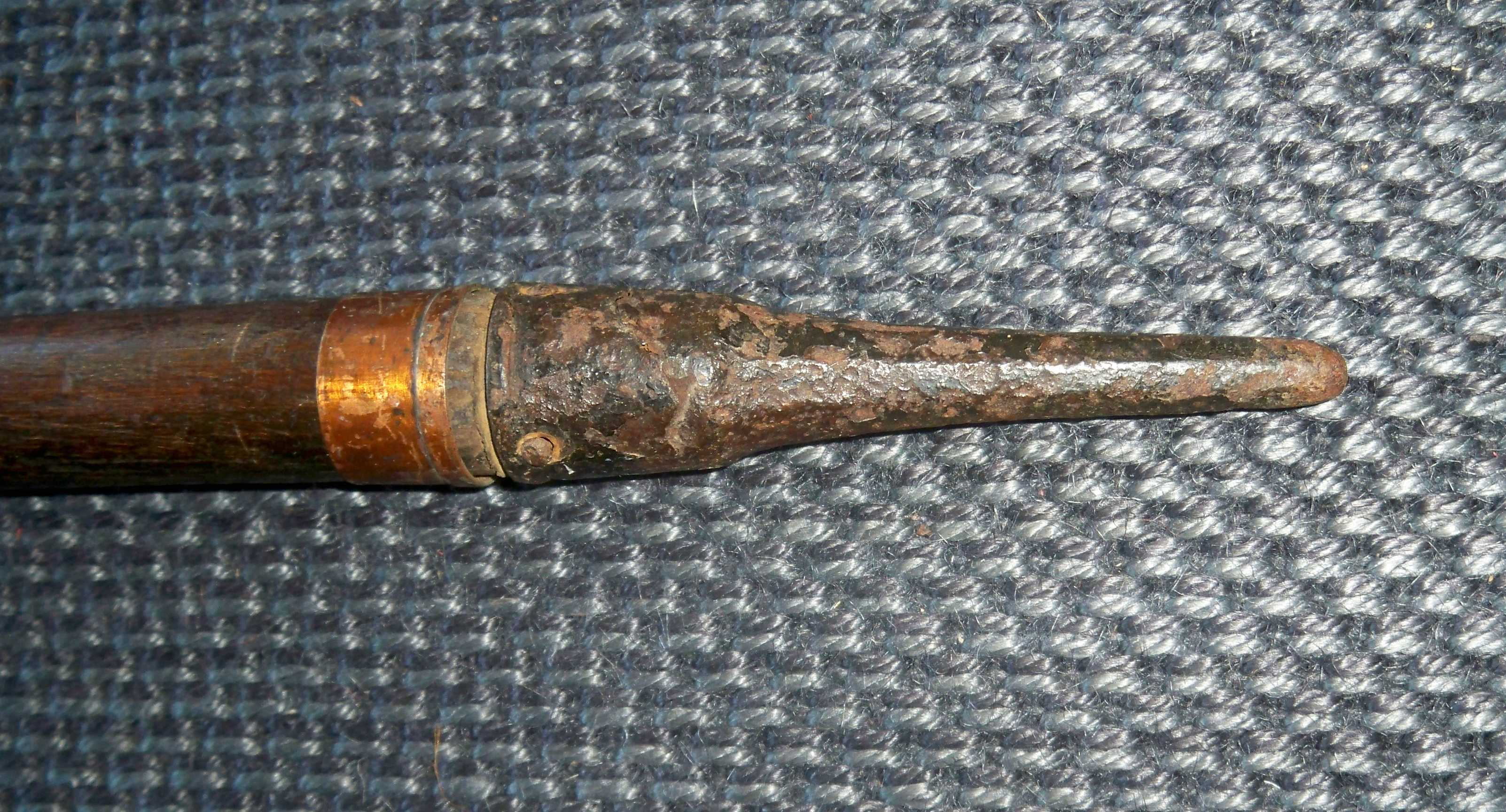
尖った石突（槍）

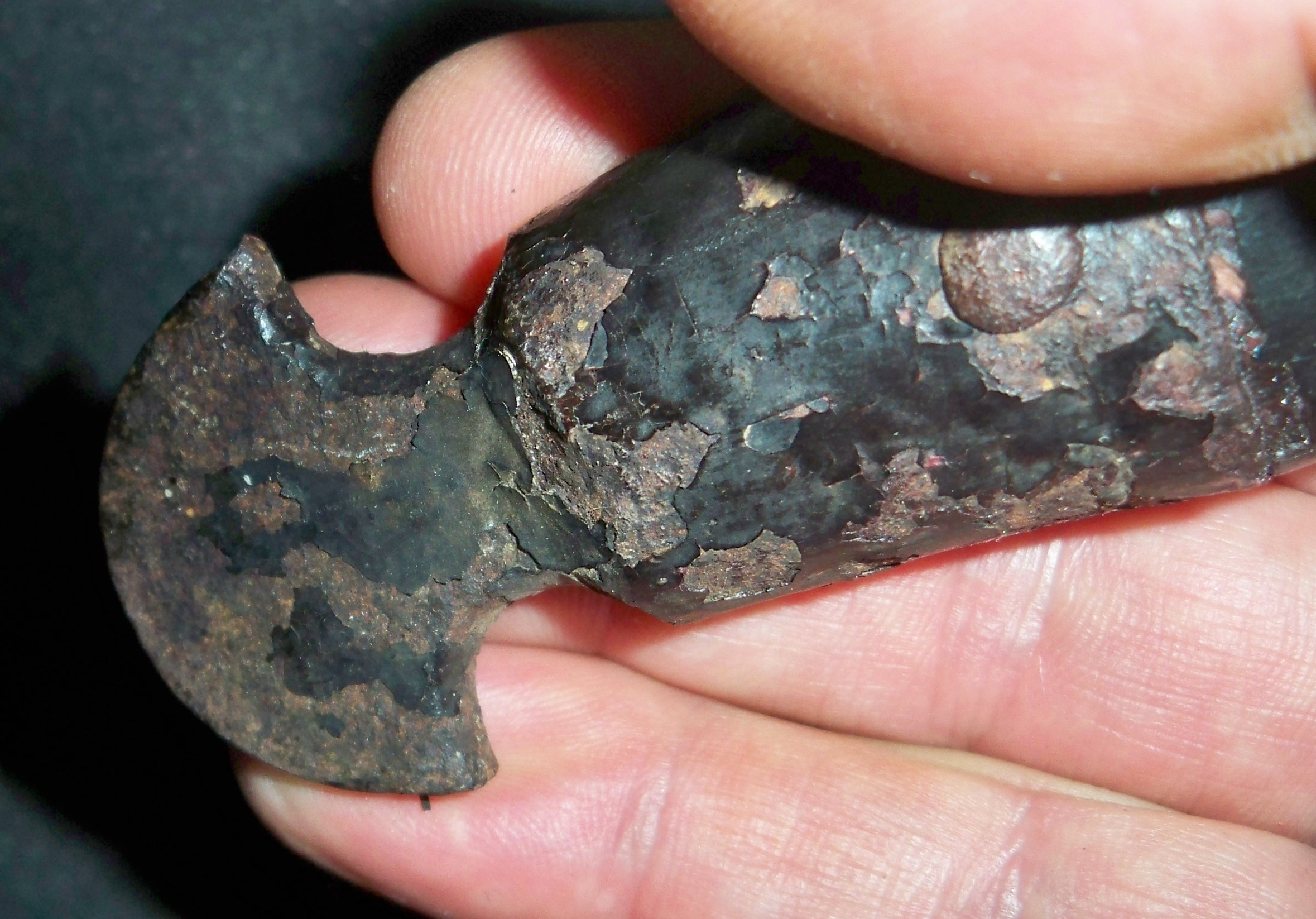
半月型の石突（薙刀）

石突（いしづき）は、棒状の道具における、地面に突き立てる（接する）部位の呼称。

## 武具での位置
槍や薙刀などの長柄武器における刃部と逆側の先端のこと（『広辞苑』、刀の鞘尻を包んだ金具もさす）。槍などを地面に突き立てる目的で柄尻に付けた部品である。武器の種類や用途、目的によって形状や材質は異なる。
尖った石突は野営地において槍などを並べて地面に突き立てておき、急な呼集に際して手に取りやすくする用途があった。騎兵などは騎乗してから槍を取ることができた。
記述例としては、『太平記』巻二十九に、八角に削られた樫の木の棒＝撮棒（金砕棒）に関する記述の中で、両端に石突を入れたと述べられている。

## 武術での利用
『古老茶話』の記述として、宝蔵院流槍術では、石突の長さは穂と同じにしており、穂先が打ち折られた際には石突で勝負するようになっていた。実際、折られた状況で、石突で対応する話が『日本武術神妙記』に記述されている（芸州の出来事とする）。

## 転義
杖、ストック、三脚、傘（洋傘）の先端、釣竿の竿尻、弓、矢筒の保護袋の底部などがそう呼ばれる（『広辞苑』）。地面に接する部位の保護のための金具（補強具）のことも指す（『広辞苑』）。また、きのこの軸の下端も石突と呼ばれる（『広辞苑』）。